# Tlomar
Tlomar is een bestuurslaag in het regentschap Bangkalan van de provincie Oost-Java, Indonesië. Tlomar telt 2051 inwoners (volkstelling 2010).